# 西路道
西路道（せいろ-どう）は中華民国北京政府により設置された遼寧省の道。

## 沿革
1913年（民国2年）2月に成立、観察使は錦県に置かれ、下部に錦県、新民、彰武、鎮安、盤山、広寧、義県、寧遠、綏中、錦西、法庫の11県を管轄した。財政難を理由に同年9月に廃止となり、管轄県は南路道及び北路道に編入された。

## 行政区画
廃止直前の下部行政区画は下記の通り。（50音順）
- 義県
- 錦県
- 錦西県
- 広寧県
- 彰武県
- 新民県
- 綏中県
- 鎮安県
- 寧遠県
- 盤山県
- 法庫県